# Narros de Matalayegua
Narros de Matalayegua település Spanyolországban, Salamanca tartományban. Narros de Matalayegua Las Veguillas, Membribe de la Sierra, La Sierpe, Herguijuela del Campo, Barbalos, Berrocal de Huebra, Carrascal del Obispo és Vecinos községekkel határos. Lakosainak száma 198 fő (2024).

## Népesség
A település népessége az elmúlt években az alábbi módon változott:
| Lakosok száma | 289  | 268  | 255  | 245  | 238  | 237  | 235  | 223  | 215  | 198  |
|               | 2001 | 2004 | 2007 | 2009 | 2012 | 2014 | 2017 | 2019 | 2022 | 2024 |